# Tutti Assolti
Tutti Assolti – debiutancki album włoskiej grupy ska-folk-punkowej Talco, który wydany został w 2004 roku nakładem wytwórni Mad Butcher Records. Utwory zawarte na płycie utrzymane są w klimacie szybkiego ska z domieszką ostrych punkowych gitar i melodyjną grą sekcji dętej.

## Lista utworów
1. L'odore della morte - 3:38
2. 11 settembre '73 - 3:55
3. 60 anni - 3:38
4. Notti cilene - 3:11
5. Rachel - 1:07
6. Corri - 3:16
7. Partigiano - 2:49
8. Tutti assolti - 4:01
9. La crociata del dittatore bianco - 3:28
10. Signor Presidente - 6:19

## Twórcy
- Tomaso De Mattia - wokal, gitara elektryczna, gitara akustyczna
- Emanuele Randon - gitara elektryczna, chórki
- Daniele Sartori - gitara basowa
- Nicola Marangon - perkusja
- Riccardo Terrin - trąbka
- Davide Sambin - saksofon
- Ilaria Pasqualetto - saksofon